# Urodonta viridimixta
Urodonta viridimixta är en fjärilsart som beskrevs av Bremer 1861. Urodonta viridimixta ingår i släktet Urodonta och familjen tandspinnare. Inga underarter finns listade i Catalogue of Life.